# Проворнов Василь Севастьянович
Василь Севастьянович Проворнов (рос. Василий Севастьянович Проворнов; нар. 15 липня 1915, Реутов, Російська імперія — пом. 13 березня 1983, Москва, СРСР) — радянський футболіст, нападник. Грав на позиціях правого напівсереднього та центрфорварда. Відомий виступами за «Трактор» (Сталінград), був одним з його лідерів в роки перед Другою світовою війною та найкращим бомбардиром у найуспішнішому для клубу чемпіонаті СРСР 1939. У тому ж році став фігурантом «Справи Пономарьова і Проворнова» — насильницької спроби переведення в команду ЦБЧА. Питання про його повернення в Сталінград вирішувалося на засіданні Політбюро під особистим керівництвом Йосипа Сталіна.
У 1940-і роки змінив декілька клубів вищого дивізіону, включаючи московські «Торпедо» й «Спартак». Завершивши кар'єру гравця, тренував клуби рівня третього дивізіону й нижче.
Як гравець мав високий рівень техніки, швидкістю й рухливістю, готовністю потужно пробити, особливо з правої ноги, з будь-якого становища.

## Життєпис
У 16 років Василь розпочав виступати в регіональних змаганнях за клуб «Червоне Знамя» з рідного підмосковного Реутова. У 19 років прийняв запрошення команди «Сталінець» (Москва).
Навесні 1936 року Проворнов став одним з надбань клубу «Трактор» (Сталінград), який збирав склад для дебюту в осінньому чемпіонаті групи «Г». Василь відразу ж закріпився в стартовому складі на позиції центрфорварда.
Першим титулом футболіста та його команди була перемога в турнірі групи «Г» 1937 року. У 11 матчах Проворнов відзначився 9 голами.
У 1938 році «Трактор» увійшов до числа учасників групи «А» — головного дивізіону чемпіонату СРСР. Своїми першими голами на цьому рівні Проворнов відзначився 2 червня в матчі п'ятого туру в ворота «Зеніта», з льоту добив м'яч, який відскочив від суперника після розіграшу штрафного.
По ходу сезону Василь засмучував також воротарів ленінградського «Сталінця», московського «Буревісника» й «Спартака», але загалом залишався в тіні партнерів по нападу, серед яких виділявся Олександр Пономарьов. На фініші чемпіонату тренер Юрій Ходотов перевів Проворнова на позицію правого напівсереднього, де він продовжував грати і в 1939 році.
Сезон 1939 року Проворнов розпочинав швидше як гравець, який виходить на заміну, хоч і зрівняв рахунок у другому турі в матчі з московським «Динамо». Але у восьмому турі Ходотов сконструював в центрі нападу ударну трійку «Проворнов — Пономарьов — Проценко», з якою «Трактор» виграв три матчі поспіль. Василь в цих матчах відзначився двічі, спочатку у воротах київського «Динамо», а потім вирішальним голом чинному чемпіону «Спартаку» — перемога над ним вперше вивела «Трактор» у лідери вищого дивізіону.
Вже на наступний день після перемоги над «Спартаком» Пономарьов та Проворнов змушені були покинути Сталінград: під загрозою призову в армію першого «переконали» окрім бажання перейти в ЦБЧА, іншого — в московське «Динамо». Керівники міста у відповідь організували серію звернень місцевих громадських організацій в уряд СРСР, яке врешті-решт стала на бік «Трактора». Не минуло й місяця, як футболісти знову грали за волзьку команду, а Політбюро в документі за підписом Сталіна засудило «переманювання непорядними методами». Можливо, це був єдиний в СРСР випадок, коли футбольні трансферні питання офіційно вирішувалися на засіданні вищого органу влади.
За три дні до засідання Василь відкрив рахунок у матчі проти «свого» московського «Динамо», який завершився перемогою «Трактора» та овацією, влаштованої сталінградським футболістам 55-тисячною столичною аудиторією.
До кінця сезону 1939 року Проворнов відзначився ще сім разів, з 12 голами став найкращим бомбардиром «Трактора». Гулбат Торадзе в книзі «Футбол на все життя» згадував враження грузинських уболівальників від гри Проворнова в матчі з тбіліським «Динамо»: «Публіці сподобалися реактивний лівий крайній Проценко та особливо — надзвичайно рухливий та напористий інсайд Проворнов, який, немов виправдовуючи своє прізвище, був всюдисущим й до того ж забив потужним ударом».
Після найяскравішого сезону в своїй кар'єрі та в історії «Трактора» (4-е підсумкове місце в чемпіонаті) Василь був менш помітний в 1940 році. Тренери перевели його на позицію лівого напівкрайнього, і за весь сезон Василь відзначився одним голом у легкому для «Трактора» матчі, який завершився розгромом московського «Металурга».
Після закінчення сезону Проворнов разом з товаришами по команді Пономарьовим, Проценком та Івановим перейшов у новостворену московську команду вищого дивізіону «Профспілки-I».